# كيتا تاكاهاتا
كيتا تاكاهاتا (باليابانية: 高畑 奎汰) (مواليد 16 سبتمبر 2000) هو لاعب كرة قدم ياباني.

## وصلات خارجية
- كيتا تاكاهاتا على موقع رابطة كرة القدم اليابانية للمحترفين (اليابانية)
- كيتا تاكاهاتا على موقع قاعدة بيانات كرة القدم.إي يو (الإنجليزية)
- كيتا تاكاهاتا على موقع Soccerway.com (الإنجليزية)
- كيتا تاكاهاتا على موقع عالم كرة القدم.نت (الإنجليزية)